# Laureano Forero
Laureano Forero Ochoa (Medellín, 1937) conocido como Nano, es un arquitecto colombiano (paisa). Su obra incluye el Centro de Capacitación Aranjuez (1993) en Medellín y el Parque de Bolívar (1998) en Pereira, Risaralda. También diseñó la capilla del cementerio Campos de Paz en Medellín. El edificio de hormigón aparece como una "escalera literal al cielo". También diseñó el Museo Etnográfico Miguel Ángel Builes (llamado así por Miguel Ángel Builes) (1975). Su obra se caracteriza por patios, techos altos, color, grandes espacios luminosos, heterogeneidad y artesanía (construcción artesanal).
Forero se graduó de la Universidad Nacional de Colombia, estudió en Italia y en la Association School of Architecture en Londres. Trabajó con Gio Ponti haciendo arquitectura y paisajismo en Bagdad e Inglaterra. Luego fue a los Estados Unidos de Norteamérica en 1970 y permaneció allí hasta 1988 Ganó el Premio Nacional de Arquitectura de Colombia (1983) y el Premio de Arquitectura Latinoamericana (2009). Fue incluido como uno de los diez maestros latinoamericanos de arquitectura en una exposición en la IV Bienal de Arquitectura de São Paulo.
Forero considera que Barefoot Park y los cerros de Nutibara y El Volador son sus lugares favoritos. También le gusta el urbano de Las comunas donde la textura urbana es preciosa, la luz tropical en las paredes, las sombras y la luz.